# Euphorbia watanabei
Euphorbia watanabei är en törelväxtart som beskrevs av Tomitaro Makino. Euphorbia watanabei ingår i släktet törlar, och familjen törelväxter.

## Underarter
Arten delas in i följande underarter:
- E. w. minamitanii
- E. w. watanabei